# Annabel Jankel
Annabel Jankel (auch bekannt als AJ Jankel; * 1. Juni 1955 in London) ist eine englische Regisseurin für Musikvideos, Film und Fernsehen. Bekanntheit erlangte sie vor allem als Co-Schöpferin der Figur Max Headroom und die Spielfilm-Regiearbeit Super Mario Bros. von 1993.

## Leben
Jankel besitzt die britische wie auch US-amerikanische Staatsbürgerschaft. Sie lebt in England sowie in Los Angeles. Jankel ist Mutter zweier Kinder. Vater ist ihr Ex-Ehemann, der Regisseur Rocky Morton. Jankel und Morton sind seit 2005 geschieden.
Nach einem Vorbereitungskurs an der St. Martin’s School of Art studierte Jankel Animation an einer Filmhochschule. Jankel spezialisierte sich auf Produktionen, die analoge Animation und die sich damals noch in der frühen Entwicklungsphase befindende, mit Techniken der Computergrafik erstellte digitale Kunst miteinander verband.
Neben ihrer privaten Partnerschaft waren Jankel und Morton auch beruflich eng verbunden. Morton und Jankel traten bereits ab 1978 regelmäßig ausschließlich als Regieduo auf. So verwirklichten sie gemeinsam Musikvideos, Werbe- und Spielfilme und waren gemeinsam Schöpfer der Figur Max Headroom, die in den 1980ern in einem eigenen Film- und Fernsehserien-Franchise zu sehen war.
Mit Morton gründete Jankel außerdem zwei Produktionsfirmen: Cucumber Studios in London mit einem Fokus auf Animation und die auf Werbefilme spezialisierte MJZ (Morton Jankel Zander) in Los Angeles, New York und London. Cucumber Studios existierte ab Mitte der 1970er für 10 Jahre. Von diesem Zeitpunkt an konzentrierten sich Morton und Jankel in ihrer Arbeit näher auf Werbe- und Langfilme. MJZ wurde 1989 gegründet. Außerdem veröffentlichte das Paar im November 1984 das Buch „Creative Computer Graphics“, das sich mit Computergrafik als Kunstform beschäftigt.

## Karriere
Jankel begann ihre Karriere zunächst als Regisseurin für Musikvideos, Titelsequenzen und Werbefilme. Zu Musikkünstlern mit denen sie zusammenarbeitete gehören u. a. Talking Heads, Elvis Costello, Tom Tom Club, Miles Davis, Queen and George Harrison. Erste Musikvideos unter ihrer Regie entstanden bereits ab 1978. Sie drehte Werbefilme für u. a. Hardees, Greenpeace, Speedo, Hallmark, Coca Cola und Bell.
Nach über 10 Jahren in ihrem Spezialgebiet Animation wagte sie erste Schritte im Bereich Live Action mit dem einstündigen Fernsehfilm Max Headroom – Der Film, der am 4. April 1985 Premiere im englischen Fernsehen feierte und unter Co-Regie mit Morton entstand. Der Fernsehfilm war außerdem ihre erste Langfilmarbeit. Anschließend wurde mit The Max Headroom Show von 1985 bis 1987 eine erste Serienversion mit der Figur für Channel 4 produziert, bei der Jankel und Morton ebenfalls Regie führten. Von der US-amerikanischen Serien-Adaption des Films Max Headroom – Der Film – die beim Fernsehsender ABC unter dem Titel Max Headroom (1987 bis 1988) erstmals erschien – wurden sowohl Jankel als auch Morton komplett ausgeschlossen und erhielten, trotz der Schöpfung des Charakters, keine Bildschirmcredits. Die Produktionen um die Figur Max Headroom werden dem Cyberpunk-Genre zugeordnet und auch als „dystopische Satire“ bezeichnet.
Mit D.O.A. – Bei Ankunft Mord verwirklichten Jankel und Morton 1988 einen ersten Kino-Spielfilm als Regisseure. Nach dieser ersten Hollywood-Produktion waren Jankel und Morton kurzzeitig als Regisseure von Chucky – Die Mörderpuppe im Gespräch.  Anschließend folgte Super Mario Bros., eine Verfilmung der Computerspielreihe, im Jahr 1993. Es handelte sich dabei um die erste Real-Videospielverfilmung. Der Film entstand unter chaotischen Verhältnissen: Unterschiedliche kreative Vorstellungen der Regie- und Produktionsteams, finanzielle Probleme, anhaltende Drehbuchänderungen und eskalierendes Verhalten von Cast und Crew führten zu verhärteten Fronten, bei denen Jankel und Morton von Nachdrehs ausgeschlossen und der Zugang zum Schnittraum verweigert wurde. Das endgültige Filmergebnis scheiterte international an den Kinokassen. So spielte der Film mit einem Budget von über 40 Mio. Dollar international nur knapp 39 Mio. wieder ein. Jankel beschreibt die Produktion des Films als „painful experience“, eine „schmerzhafte Erfahrung“. Der Film ist oftmals auf Listen der schlechtesten Filme aller Zeiten zu finden, hat aber seit seiner Veröffentlichung einen gewissen Kultcharakter entwickelt. Super Mario Bros. sollte die letzte Spielfilm-Regiearbeit des Duos bleiben. Das Paar wandte sich nach Ende der gemeinsamen Hollywood-Karriere wieder dem Dreh von Werbefilmen zu.
Nach ihrer Trennung im Jahr 2002 und der Scheidung 2005 gingen Jankel und Morton auch beruflich getrennte Wege. So führte Jankel erstmals ab 2007 alleine Regie. Darunter bei mehreren Episoden der Musik-Dokureihe Live From Abbey Road und dem Fernsehfilm Skellig von 2009, bei dessen Produktion Jankel auch erstmals Aufgaben als Filmproduzentin übernahm. 2018, 25 Jahre nach Super Mario Bros., führte Jankel erstmals wieder bei einem fürs Kino produzierten Film Regie. Der Honiggarten – Das Geheimnis der Bienen feierte am 9. September 2018 beim Toronto International Film Festival Weltpremiere.

## Filmografie

### Musikvideo
- 1978: „Accidents Will Happen“ von Elvis Costello[36]
- 1981: „Genius of Love“ von Tom Tom Club[11]
- 1984: „Decoy“ von Miles Davis[10]

### Film
- 1985: Max Headroom – Der Film (Co-Regie mit Rocky Morton); Fernsehfilm (auch als Autorin)
- 1985: The Max Headroom Show (Co-Regie mit Rocky Morton); englische TV-Serie
- 1988: D.O.A. – Bei Ankunft Mord (Co-Regie mit Rocky Morton); Spielfilm
- 1993: Super Mario Bros. (Co-Regie mit Rocky Morton); Spielfilm
- 2007 bis 2008: Live From Abbey Road; Dokuserie
- 2009: Skellig; Fernsehfilm (auch als Produzentin)
- 2018: Der Honiggarten – Das Geheimnis der Bienen; Spielfilm (auch als Produzentin)

## Auszeichnungen
Primetime Emmy Awards
- 1985: Auszeichnung in der Kategorie Beste Grafik und Titelsequenz für Friday Night Videos[37]

Guadalajara International Film Festival
- 2019: Nominierung für den Besten Spielfilm für Der Honiggarten – Das Geheimnis der Bienen

Milan International Lesbian and Gay Film Festival
- 2019: Nominierung für den Grand Jury Award für Der Honiggarten – Das Geheimnis der Bienen